# Himalayarondbladneus
De himalayarondbladneus (Hipposideros armiger)  is een zoogdier uit de familie van de bladneusvleermuizen van de Oude Wereld (Hipposideridae). De wetenschappelijke naam van de soort werd voor het eerst geldig gepubliceerd door Hodgson in 1835.